# سیکورسکی ۱۰۰۹۰
سیارک ۱۰۰۹۰ (به انگلیسی: 10090 Sikorsky، نامگذاری:1990TK15) ده هزار و نودمین سیارک کشف شده‌است که در ۱۳ اکتبر ۱۹۹۰ کشف شد.
قدر مطلق سیارک برابر ۱۳٫۵۰ است.